# (32769) 1984 AJ1
1984 AJ1 (asteroide 32769) é um asteroide da cintura principal. Possui uma excentricidade de 0.19319280 e uma inclinação de 6.71558º.
Este asteroide foi descoberto no dia 8 de janeiro de 1984 por Edward L. G. Bowell em Anderson Mesa.